# Первое великое пробуждение

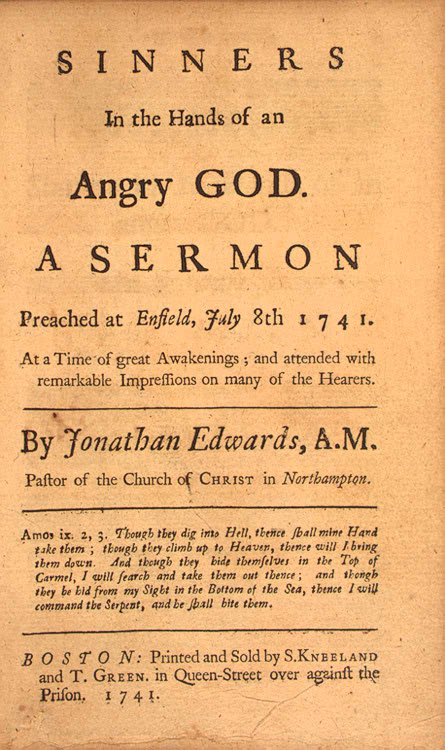
Проповедь Джонатана Эдвардса 1741 года «Грешники в руках разгневанного Бога»

 Первое великое пробуждение — это серия христианских возрождений, которые охватили Великобританию и её тринадцать североамериканских колоний в 1730–1740-х годах. Это движение оказало значительное влияние на протестантизм. Приверженцы возрождения стремились возродить индивидуальное благочестие и религиозную преданность. Пробуждение стало началом англо-американского евангелизма, трансконфессионального движения внутри протестантских церквей. В США чаще используют термин «Великое пробуждение», тогда как в Великобритании это движение называют «Евангельским возрождением». 
Джордж Уайтфилд, Джон Уэсли и Джонатан Эдвардс — лидеры возрождения — опирались на пуританство, пиетизм и пресвитерианство, чтобы создать теологию спасения, выходящую за рамки конфессий и формирующую евангельскую идентичность. Они добавили к протестантским доктринам акцент на излияниях Святого Духа. Импровизированные проповеди пробуждали у слушателей глубокую личную убежденность в спасении через Иисуса Христа, способствовали самоанализу и новой морали. Возрождение подчеркивало, что обращение — это не просто согласие с христианской доктриной, а «новое рождение», переживаемое в сердце. Сторонники возрождения утверждали, что уверенность в спасении — нормальное ожидание в христианской жизни.
Евангелическое возрождение объединило верующих разных конфессий, но также вызвало раскол внутри церквей. Противники обвиняли возрождение в том, что оно принесло беспорядок и фанатизм, поощряя деятельность необразованных странствующих проповедников. В Англии евангелические англикане стали влиятельной группой в Церкви Англии. Методизм же зародился из служения Джона Уэсли и Джорджа Уайтфилда. В американских колониях возрождение привело к разделению конгрегационалистов и пресвитериан, усилив позиции методистов и баптистов. Большинство лютеран, квакеров и других непротестантов не испытали на себе прямого влияния возрождения, однако позже среди квакеров произошел раскол, который продолжается до сих пор.
Евангельские проповедники старались донести свои идеи до каждого, независимо от пола, расы или социального статуса. В североамериканских колониях, особенно на юге, движение возрождения привлекло множество африканских рабов и свободных чернокожих, которые приняли христианство. Это также привело к созданию новых миссионерских организаций, таких как Баптистское миссионерское общество в 1792 году. 

## Континентальная Европа
Историк Сидней Э. Алстром считает Великое пробуждение частью «великого международного протестантского переворота». Этот переворот также породил пиетизм в лютеранских и реформатских церквях Европы. Пиетизм был реакцией на слишком интеллектуальную протестантскую схоластику, которую считали сухой и бездушной. Пиетисты уделяли меньше внимания традиционным доктринальным спорам между протестантскими церквями. Они сосредоточились на личном религиозном опыте и чувствах.
Пиетизм подготовил почву для духовного возрождения Европы, которое чаще всего происходило в регионах, где его влияние было сильным. Самым значимым лидером Пробуждения в Центральной Европе стал Николаус Цинцендорф. Он был саксонским дворянином и учился у пиетиста Августа Германа Франке в университете Галле. В 1722 году Цинцендорф пригласил членов Моравской церкви поселиться в его поместьях. Так возник Хернхут — центр религиозного возрождения. Моравцы прибыли сюда как беженцы, но под руководством Цинцендорфа община пережила духовный подъём. Вскоре Хернхут стал прибежищем для других протестантов: немецких лютеран, реформированных христиан и анабаптистов. Церковь росла, и вскоре в Англии появились моравские общества. Они также способствовали евангелическому возрождению. 

## Евангелическое возрождение в Британии

### Англия

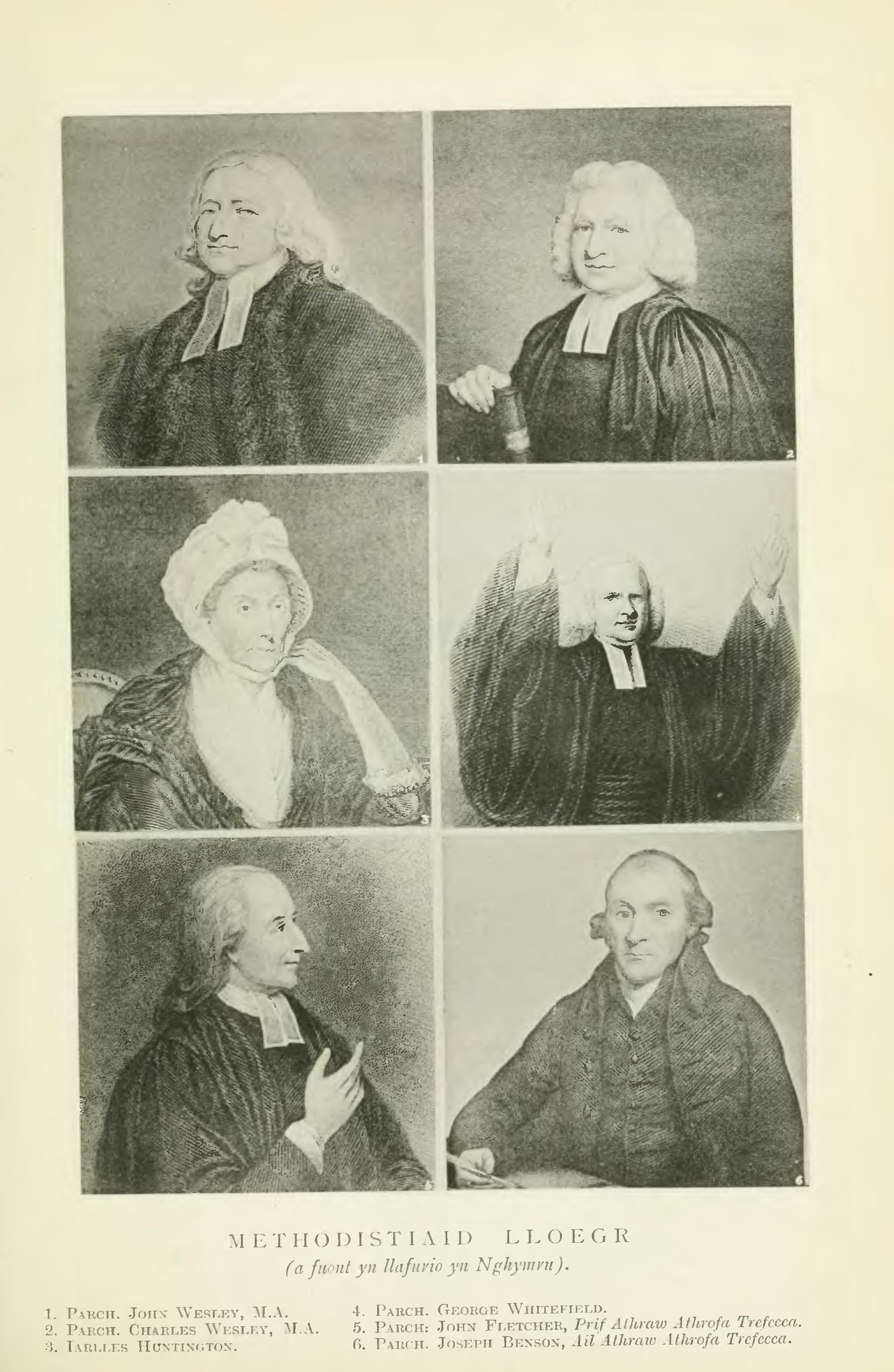
Методистские лидеры, участвовавшие в евангелическом возрождении (по часовой стрелке): Джон Уэсли, Чарльз Уэсли, Джордж Уайтфилд, Джозеф Бенсон, Джон Флетчер и графиня Хантингдон (валлийская иллюстрация 1895 года)

В XVIII веке в Англии произошло религиозное возрождение, известное как Евангелическое пробуждение. Его главными лидерами стали три англиканских священника: братья Джон и Чарльз Уэсли, а также их друг Джордж Уайтфилд. Вместе они основали методизм. Эти люди были членами религиозного общества «Священный клуб» при Оксфордском университете. Их прозвали методистами из-за строгого благочестия и аскетизма. Общество было создано по образцу ячеечных групп, которые использовали пиетисты для изучения Библии, молитвы и взаимной поддержки. Все трое пережили духовный кризис, во время которого искали истинное обращение и подтверждение веры. 
В 1733 году Джордж Уайтфилд присоединился к Священному клубу. Под влиянием Чарльза Уэсли он прочитал труды немецкого пиетиста Августа Германа Франке «Против страха перед человеком» и шотландского теолога Генри Скугала «Жизнь Бога в душе человека». Последний труд был популярен среди пуритан. Скугал утверждал, что многие люди неправильно понимали христианство как набор догм, обрядов или эмоциональных переживаний. Он писал: «Истинная религия — это союз души с Богом... это Христос, сформированный внутри нас». Уайтфилд признавался, что, несмотря на долгие посты, молитвы и участие в причастии, он не понимал истинной сути религии, пока не прочитал Скугала. С этого момента он стремился к духовному возрождению. В 1735 году, после периода внутренней борьбы, Уайтфилд пережил обращение во время Великого поста. В 1736 году он начал проповедовать в Бристоле и Лондоне. Его проповеди собирали огромные толпы. Люди приходили, вдохновленные простой идеей о необходимости духовного возрождения и эмоциональной манерой выступления Уайтфилда. Он говорил страстно, иногда плакал или изображал персонажей из Библии. К декабрю 1737 года, когда Уайтфилд покинул Англию и отправился в колонию Джорджия, он уже стал настоящей знаменитостью. 
В октябре 1735 года Джон Уэсли прибыл в Джорджию в качестве миссионера Общества распространения христианских знаний. Там он познакомился с членами Моравской церкви под руководством Августа Готлиба Шпангенберга. Их глубокая вера и благочестие произвели на Уэсли сильное впечатление, особенно их убежденность в том, что христианин должен быть уверен в своей вере. Однако миссия потерпела неудачу, и эти встречи заставили Уэсли усомниться в собственной вере. В своем дневнике он записал: «Я отправился в Америку, чтобы обращать других, но сам так и не нашел путь к Богу». 
Вернувшись в Лондон, Уэсли сдружился с моравским священником Питером Бёлером и присоединился к небольшой группе моравских христиан, известной как «Общество Феттер-Лейн». В мае 1738 года он посетил собрание моравских братьев на Олдерсгейт-стрит, где пережил духовное пробуждение, читая предисловие Мартина Лютера к Посланию к Римлянам. Уэсли позже вспоминал: «Мое сердце странно согрелось, я почувствовал доверие к Христу, единственному источнику спасения, и получил уверенность, что он простил мои грехи и избавил меня от власти греха и смерти». Этот опыт Уэсли воспринял как евангельское обращение, которое дало ему необходимую уверенность. После этого он отправился в Херрнхут, чтобы лично встретиться с Цинцендорфом. 
Джон Уэсли вернулся в Англию в сентябре 1738 года. Оба брата, Джон и Чарльз, проповедовали в лондонских церквях. Уайтфилд провел три месяца в Джорджии, создавая приют для сирот Бетесда. Затем он вернулся в Англию в декабре. Несмотря на успех, странствующие проповеди Уайтфилда вызывали споры. Многим кафедрам он был закрыт, и ему приходилось бороться с англиканами, которые выступали против методистов и их «доктрины Нового Рождения». Уайтфилд писал о своих оппонентах: «Я убежден, что между нами и ними есть фундаментальное различие. Они верят только во внешнего Христа, мы же считаем, что Он должен стать частью наших сердец». 
В феврале 1739 года священники в Бате и Бристоле запретили Уайтфилду проповедовать в своих церквях, назвав его религиозным фанатиком. В ответ он начал проповедовать под открытым небом в шахтерском поселении Кингсвуд, рядом с Бристолем. В Уэльсе, Шотландии и Северной Ирландии проповеди на свежем воздухе были обычным делом, но в Англии это считалось неприемлемым. Уайтфилд также нарушил церковный протокол, проповедуя в чужом приходе без разрешения. Через неделю его аудитория достигла 10 000 человек. К марту Уайтфилд продолжил свои путешествия. В мае он выступил в Лондоне перед 50-тысячной толпой. Своих последователей в Бристоле он оставил под опекой Джона Уэсли. Уайтфилд стал известен благодаря газетной рекламе своих возрождений. Уэсли сначала стеснялся проповедовать на улице, так как это противоречило его строгим церковным нормам. Но в конце концов он изменил свое мнение и заявил, что «весь мир — мой приход». 2 апреля 1739 года Уэсли проповедовал перед 3 000 человек. С тех пор он проповедовал везде, где мог найти слушателей, активно привлекая новых последователей в свое движение. 
Уэсли и Уайтфилд, осознав растущую евангелизационную и пастырскую ответственность, начали назначать проповедников и лидеров из числа мирян. Методистские проповедники сосредоточились на евангелизации тех, кого игнорировала официальная англиканская церковь. Уэсли и его коллеги объединяли новообращенных в методистские общества. Эти общества делились на классы — небольшие группы, где люди могли исповедоваться друг другу и поддерживать друг друга. Также они участвовали в пирах любви, где делились своими свидетельствами, что стало ключевой чертой раннего методизма. Рост числа последователей и усиление враждебности укрепляли их глубокое чувство общности. Три учения, которые методисты считали основой христианской веры, включали:
1. Все люди по своей природе «мертвы во грехе».
2. Они «оправдываются только верой».
3. Вера производит внутреннюю и внешнюю святость.

Евангелисты активно отвечали на критику и насилие, продолжая успешно распространять свои идеи. Организаторские таланты Джона Уэсли, особенно в период расцвета движения, сделали его ключевой фигурой в создании методизма. К моменту его смерти в 1791 году в Англии было около 71 668 методистов, а в Америке — 43 265.

### Уэльс и Шотландия
В 1735 году в Уэльсе началось евангелическое возрождение. Хауэлл Харрис и Дэниел Роуленд пережили религиозное обращение и начали проповедовать. Их речи привлекли большие толпы людей по всему Южному Уэльсу. Эти проповеди положили начало методистскому движению в регионе. 
Возрождение в Шотландии началось в 1620-х годах. Попытки королей Стюартов внедрить епископат в Церковь Шотландии вызвали общенациональные протесты. Движение ковенантеров стало их выражением. Радикальные пресвитерианские священники проводили богослужения на открытом воздухе по всему югу и западу Шотландии, приурочивая их к сезону причастия. Эти возрождения охватили и Ольстер, отличаясь длительными импровизированными проповедями и сильным народным фанатизмом. В XVIII веке евангелическое движение возглавили такие служители, как Эбенезер Эрскин, Уильям МакКаллох, руководивший Камбуслангом в 1742 году, и Джеймс Роб из Килсита. Значительное число служителей Церкви Шотландии приняли евангелические взгляды. 

## Великое пробуждение в Северной Америке

### Ранние возрождения
В начале XVIII века Тринадцать колоний отличались религиозным многообразием. В Новой Англии конгрегационализм был официальной религией. В Средних колониях, известных своей религиозной толерантностью, квакеры, голландские реформаторы, англикане, пресвитериане, лютеране, конгрегационалисты и баптисты существовали на равных. На Юге официальной была англиканская церковь, но там также проживало много баптистов, квакеров и пресвитериан. Однако число верующих росло медленнее, чем население, а влияние Просвещения способствовало распространению атеизма, деизма, унитаризма и универсализма. В Новой Англии церкви утратили динамичность, погрузившись в формализм, где истинная вера оставалась доступна лишь немногим. 
В ответ на эти изменения служители, вдохновленные пуританством Новой Англии, шотландско-ирландским пресвитерианством и европейским пиетизмом, начали призывать к обновлению религии и благочестия. Смешение этих традиций породило евангельский протестантизм, который придавал особое значение «периодам возрождения» и личным переживаниям Божьей любви. В 1710–1720-х годах возрождение стало частым явлением среди конгрегационалистов Новой Англии. Поначалу эти события оставались локальными из-за отсутствия печатных СМИ. Однако землетрясение 1727 года привлекло к ним внимание, и вскоре они превратились в региональные и даже трансатлантические явления. 
В 1720-х и 1730-х годах в церквях Средних колоний появилась евангелическая партия, которую возглавил Уильям Теннент-старший. Он основал семинарию «Лог-колледж», где подготовил около 20 пресвитерианских проповедников, включая своих сыновей и Сэмюэля Блэра. Гилберт Теннент, пастор из Нью-Джерси, познакомился с голландским реформатским священником Теодорусом Якобусом Фрелингхейзеном. Историк Сидней Альстром назвал Фрелингхейзена «важным вестником, если не отцом Великого Пробуждения». Будучи пиетистом, Фрелингхейзен верил, что каждый христианин должен пережить личное обращение и вести святую жизнь. Возрожденческие движения, которые он возглавлял, стали предвестниками Великого пробуждения в Средних колониях. Под влиянием Фрелингхейзена Гилберт Теннент убедил, что истинное обращение и уверенность в спасении — ключевые признаки христианина. К 1729 году Теннент заметил признаки возрождения в пресвитерианских церквях Нью-Брансуика и Статен-Айленда. Тем временем его братья, Уильям и Джон Тенненты, возглавили возрождение в Фрихолде, штат Нью-Джерси. 

### Возрождение в Нортгемптоне

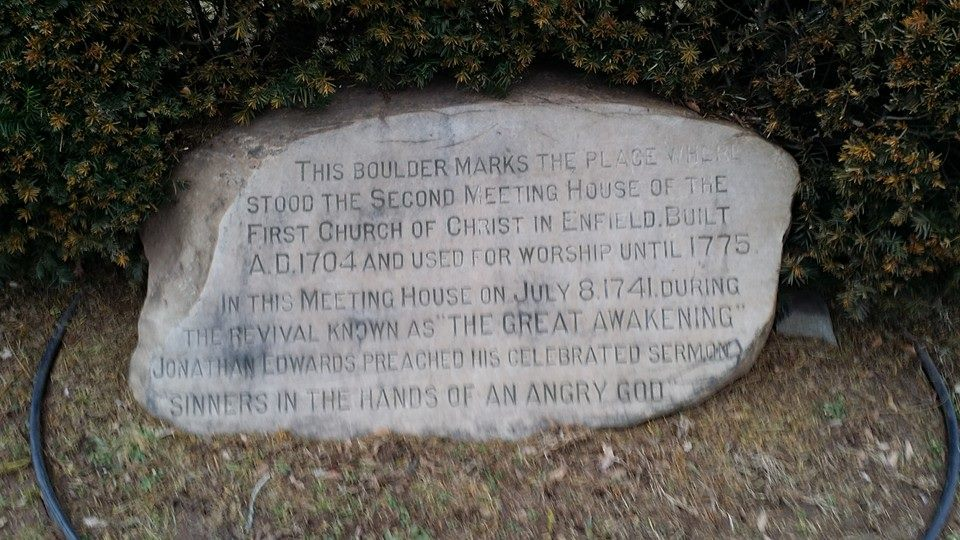
Памятник в Энфилде, штат Коннектикут, увековечивающий место, где проповедовалась книга «Грешники в руках разгневанного Бога»

Возрождение в Нортгемптоне 1734–1735 годов, возглавляемое священником-конгрегационалистом Джонатаном Эдвардсом, стало самым влиятельным евангельским движением своего времени. Осенью 1734-го Эдвардс прочитал в городе проповеди о спасении только через веру. Это вызвало необычайный отклик среди прихожан, особенно среди молодежи. В письмах к пастору Бенджамину Колману из Бостона Эдвардс описывал Нортгемптон как место, где «никогда не было столько любви, радости и горя, как сейчас». Он отмечал, что за полгода «никогда не видел такого явного проявления христианского духа в любви к врагам». Возрождение охватило 25 общин в западном Массачусетсе и центральном Коннектикуте, но к 1737 году начало угасать. 
В эпоху, когда Просвещение и арминианское богословие пользовались популярностью среди части конгрегационалистов, Эдвардс оставался верен традиционной кальвинистской доктрине. Он рассматривал обращение как переход от духовного омертвения к радости осознания своего избрания. По его мнению, христианин может пережить несколько моментов обращения, но Эдвардс был убежден, что существует единый миг, когда Бог возрождает человека. Хотя точный момент этого возрождения определить сложно, он считал его решающим. 
В Нортгемптоне возрождение было отмечено энтузиазмом, который критики считали чрезмерным, а сторонники — проявлением Святого Духа. Службы стали более эмоциональными, и некоторые люди видели видения и переживали мистические моменты. Эдвардс с осторожностью поддерживал эти переживания, если они укрепляли веру в Бога, а не вели к самовосхвалению. Такие события были характерны для большинства крупных возрождений XVIII века. Эдвардс написал рассказ «Верный рассказ» о возрождении в Нортгемптоне. Его опубликовали в Англии благодаря усилиям евангелистов Джона Гайза и Исаака Уоттса. Рассказ принес Эдвардсу известность в Британии и повлиял на движение возрождения в стране. «Верный рассказ» стал образцом для других возрождений. 

### Уайтфилд, Теннент и Дэвенпорт
В 1738 году Джордж Уайтфилд прибыл в Америку, чтобы служить в церкви Христа в Саванне и основать приют Бетесда. Вернувшись в ноябре 1739 года, он начал свое путешествие с Филадельфии. Сначала Уайтфилд проповедовал в англиканской церкви Крайст-Черч, а затем обратился к огромной толпе на открытом воздухе с ступеней здания суда. Позже он выступал в пресвитерианских церквях по всему городу. Из Филадельфии Уайтфилд направился в Нью-Йорк, а затем на юг. Его проповеди пользовались популярностью в голландских и немецких общинах Средних колоний, а также среди британцев. Генрих Муленберг, лютеранский пастор, рассказывал о немецкой женщине, которая, несмотря на незнание английского, почувствовала глубокое назидание после его проповеди. 
В 1740 году Джордж Уайтфилд отправился в путешествие по Новой Англии. 14 сентября он прибыл в Ньюпорт, штат Род-Айленд, и провел несколько проповедей в англиканской церкви. Затем он отправился в Бостон, штат Массачусетс, где оставался на неделю. Молитвы проходили в Королевской часовне, а проповеди — в церквях на Брэттл-стрит и Южной церковью. 20 сентября Уайтфилд выступил в Первой церкви, а затем на открытом воздухе перед 8000 человек, которые не смогли туда попасть. На следующий день перед ним собралось уже около 15 000 слушателей. Во вторник он проповедовал во Второй церкви, а в среду — в Гарвардском университете. Доехав до Портсмута в Нью-Гемпшире, Уайтфилд вернулся в Бостон 12 октября. Здесь он провел еще одну масштабную проповедь, собрав 30 000 человек перед тем, как продолжить свое турне. 
Затем Уайтфилд отправился в Нортгемптон по приглашению Джонатана Эдвардса. Он дважды произнес проповеди в приходской церкви, и Эдвардс был так глубоко тронут, что не смог сдержать слез. После этого Уайтфилд провел некоторое время в Нью-Хейвене, штат Коннектикут, где проповедовал в Йельском университете. Затем он продолжил путь вдоль побережья и 29 октября прибыл в Нью-Йорк. Уайтфилд критически оценивал состояние церквей и духовенства Новой Англии до своего приезда. «Я искренне убежден», — писал он, — «что большинство проповедников говорят о неизвестном и неощутимом Христе. Причина, по которой общины были такими безжизненными, заключается в том, что их проповедовали мертвые люди». 
На Статен-Айленде Уайтфилд встретился с Гилбертом Теннентом и пригласил его проповедовать в Бостоне. Теннент согласился и в декабре отправился в трехмесячный проповеднический тур по Новой Англии. Он посетил города Массачусетса, Род-Айленда и Коннектикута. Как и Уайтфилд, Теннент привлекал огромные толпы, вызывал массовые обращения и становился предметом многочисленных споров. Противники возрождения, такие как Тимоти Катлер, резко критиковали его проповеди. Однако большинство служителей Бостона их поддерживали. 
Летом 1741 года вслед за Теннентом появился странствующий священник Джеймс Дэвенпорт. Он оказался еще более противоречивой фигурой, чем Теннент и Уайтфилд. Его речи и нападки на "необращенных" служителей вызвали сильное сопротивление. В Коннектикуте его арестовали за нарушение закона, запрещающего странствующие проповеди. Суд признал его психически больным и депортировал на Лонг-Айленд. Вскоре после этого Дэвенпорт прибыл в Бостон и снова начал свои фанатичные проповеди. Его снова объявили сумасшедшим и выслали. Последний радикальный эпизод произошел в марте 1743 года в Нью-Лондоне. Дэвенпорт приказал своим последователям сжигать парики, плащи, кольца и другие предметы тщеславия. Также он велел сжечь книги религиозных авторов, таких как Джон Флавел и Инкриз Мазер. После вмешательства двух служителей движения "Новый свет", выступающих за возрождение, состояние Дэвенпорта улучшилось. Он опубликовал опровержение своих прежних выходок. 
За Уайтфилдом, Теннентом и Дэвенпортом последовали многие странствующие священники и миряне. Однако пробуждение в Новой Англии главным образом поддерживали приходские священники. Иногда возрождение начиналось с регулярных проповедей или традиционных дискуссий между двумя служителями. Благодаря их усилиям Новая Англия пережила «великое и всеобщее пробуждение» между 1740 и 1743 годами. Это время характеризовалось повышенным интересом к религиозному опыту, эмоциональными проповедями и сильными реакциями на обращение, включая обмороки и плач. Больше внимания уделялось молитве и духовному чтению, а также возродился пуританский идеал членства в церкви. По оценкам, в конгрегационалистские церкви Новой Англии приняли от 20 000 до 50 000 новых членов, хотя требования к ним возросли. 
К 1745 году Возрождение стало затухать. Однако в 1750-х и 1760-х годах идеи продолжали распространяться в южных регионах и среди рабов. 

### Конфликт

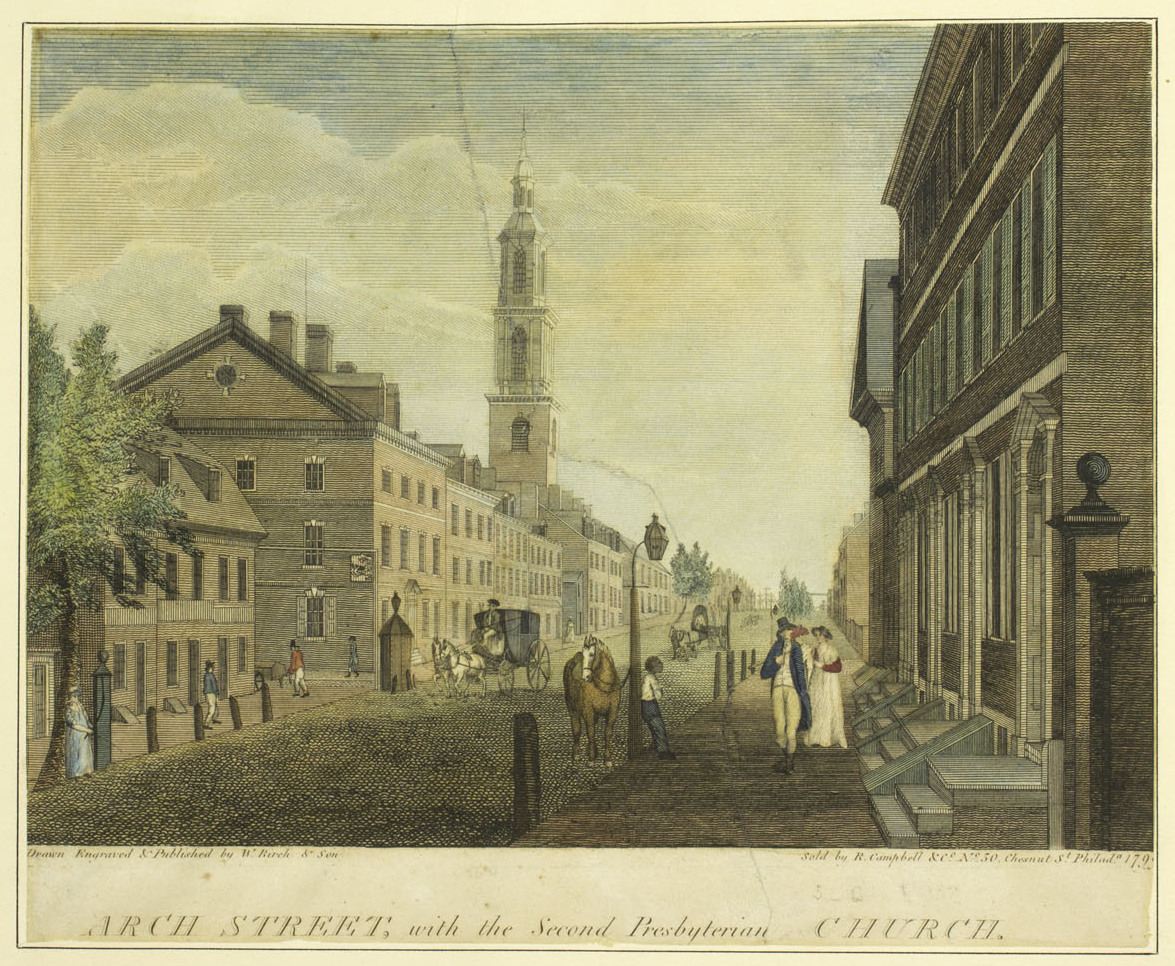
Вторая пресвитерианская церковь Филадельфии, где служит Гилберт Теннент из Нового Света, была построена между 1750 и 1753 годами после раскола между пресвитерианами Старой и Новой Стороны.

Великое пробуждение усилило внутренние конфликты в протестантских церквях, часто приводя к расколам между сторонниками возрождения, известными как «Новый Свет», и их противниками, называемыми «Старый Свет». «Старый Свет» считали, что религиозные эмоции и странствующие проповедники, вызванные Пробуждением, угрожают церковному порядку. Они предпочитали формальные богослужения и устоявшиеся служения, требующие университетского образования. «Старый Свет» высмеивали возрожденцев, считая их невежественными, неортодоксальными и обманщиками. В свою очередь, «Новый Свет» обвиняли «Старый Свет» в том, что те больше заботятся о социальном статусе, чем о спасении душ. Некоторые служители «Старого Света» даже подвергались сомнению в искренности своего обращения в христианство. «Новый Свет» поддерживали странствующих проповедников, которые игнорировали границы приходов.
В Новой Англии конгрегационалисты пережили 98 расколов. В Коннектикуте это также повлияло на то, какая группа будет считаться «официальной» для целей налогообложения. По оценкам, в Новой Англии в церквях было примерно по трети представителей «Нового света», «Старого света» и тех, кто считал обоснованными обе стороны. Пробуждение вызвало волну сепаратистских настроений. По всему региону строгие конгрегационалисты организовали около 100 сепаратистских общин. Они выступали против Halfway Covenant, требуя доказательства обращения для членства в церкви. Также они возражали против полупресвитерианской Saybrook Platform, считая её ущемляющей конгрегациональную автономию. Из-за угрозы единообразию конгрегационалистов, сепаратистов преследовали. В Коннектикуте им отказали в правовой терпимости, которой пользовались баптисты, квакеры и англикане. 
Баптисты больше всех выиграли от Великого пробуждения. Хотя до начала религиозного возрождения их церкви были малочисленны, во второй половине XVIII века они значительно выросли. К 1804 году в Новой Англии насчитывалось свыше 300 баптистских церквей. Этот успех был связан с притоком бывших конгрегационалистов, которые приняли баптистские идеи, включая крещение по вере. В некоторых случаях целые общины сепаратистов перенимали баптистские убеждения. 
В пресвитерианских церквях вспыхнул спор о пробуждении. Одни считали важным придерживаться ортодоксии, другие полагали, что личный религиозный опыт важнее. «Новая сторона», которую возглавляли Гилберт Теннент и Джонатан Дикинсон, утверждала: следовать ортодоксии бессмысленно без личного общения с Христом. Теннент выразил эту мысль в проповеди 1739 года. Поездка Джорджа Уайтфилда укрепила позиции сторонников пробуждения, но усилила разногласия. На пресвитерианском синоде в Филадельфии в мае 1741 года «Старую сторону» исключили из синода. «Новая сторона» создала свой Синод Нью-Йорка. 

### Последствия
Историк Джон Говард Смит утверждал, что Великое пробуждение стало катализатором сектантства в американском христианстве. Несмотря на то, что Пробуждение разделило многие протестантские церкви на «Старый Свет» и «Новый Свет», оно также способствовало мощному стремлению к межконфессиональному единству среди различных протестантских течений. Евангелисты считали новое рождение «связью братства, которая преодолевает разногласия по доктринальным и политическим вопросам», позволяя англиканам, пресвитерианам, конгрегационалистам и представителям других конфессий сотрудничать, несмотря на различия в вероисповедании. 
Несмотря на разногласия между «Старым» и «Новым Светом», со временем «Новый Свет» стал менее радикальным, а евангелизм — более распространенным. К 1758 году раскол в пресвитерианской церкви между «Старой стороной» и «Новой стороной» был преодолен, и обе фракции воссоединились. Это произошло отчасти из-за роста Новой стороны и сокращения численности Старой. В 1741 году в партии возрождения было около 22 министров, но к 1758 году их число увеличилось до 73. Хотя пыл Пробуждения пошел на убыль, принятие возрожденчества и акцент на личное обращение остались постоянными чертами пресвитерианства в XVIII и XIX веках. 
Великое пробуждение пробудило стремление к созданию евангельских учебных заведений. В 1746 году пресвитериане Нью-Сайда учредили то, что впоследствии стало Принстонским университетом. В 1754 году Элеазар Уилоу основал Дартмутский колледж, предназначенный для обучения индейских мальчиков миссионерской работе. Несмотря на первоначальное сопротивление, Йельский университет со временем принял идеи возрождения и стал ключевым игроком в американском евангелизме в следующем столетии. 

## Теология возрождения
Великое пробуждение стало не первым возрождением протестантских церквей, но впервые возникло единое евангельское понимание спасения, проповеди Евангелия и обращения. Теология этого периода сосредоточилась на этапах обретения христианской веры и её выражения в жизни. 
Лидеры Великого пробуждения — Джордж Уайтфилд, Джонатан Эдвардс, Гилберт Теннент, Джонатан Дикинсон и Сэмюэл Дэвис — проповедовали умеренную форму кальвинизма с сильным пуританским влиянием. Они считали, что религия — это не просто интеллектуальное упражнение, а чувство и переживание, которые затрагивают сердце. Их теология возрождения включала три этапа. Первый — осознание греха, когда человек готовится к вере через закон Божий и средства благодати. Второй — обращение, когда наступает духовное просветление, покаяние и вера. Третий — утешение, когда человек ищет и обретает уверенность в спасении. Этот процесс обычно занимает много времени. 

### Осознание греха
Осознание греха — важный этап на пути к спасению, который мог занимать недели или месяцы. Когда неверующие понимали свою вину, они чувствовали осуждение и глубокую печаль. Проповедники возрождения, такие как Джонатан Эдвардс, акцентировали внимание на святости Бога и Его моральном законе, чтобы пробудить у слушателей осознание греха. Ярким примером такой проповеди стала речь Эдвардса «Грешники в руках разгневанного Бога».
Кальвинисты, будучи возрожденцами, проповедовали учения о первородном грехе и безусловном избрании. Первородный грех учит, что из-за грехопадения люди склонны восставать против Бога и не могут сами спастись. Доктрина безусловного избрания связана с предопределением: еще до сотворения мира Бог решил, кто будет спасен, основываясь на Своем выборе. Эти учения сделали осужденных одновременно виновными и беспомощными, ведь спасение зависит только от воли Бога. 
Сторонники возрождения призывали тех, кто чувствует обличение, использовать духовные практики. Среди них — молитва, изучение Библии, посещение церкви и личное нравственное совершенствование. Возрожденцы считали, что, хотя никакие человеческие усилия не могут вызвать спасительную веру, эти практики повышают шансы на обращение. 
Проповедь возрождения вызвала споры среди кальвинистов. Они верили в избрание и предопределение. Поэтому некоторые считали неуместным говорить незнакомцам о покаянии и спасении. Для них такая проповедь была допустима только внутри церкви и общины. Возрожденцы же проповедовали всем подряд, не акцентируя внимание на том, что Бог спасает только избранных. Это противоречило убеждениям кальвинистов. Но, несмотря на это, возрожденцы продолжали проповедовать кальвинистские учения об избрании и предопределении. 
Одной из ключевых проблем, которую требовалось решить, были сильные эмоциональные и физические реакции на проповеди во время Пробуждения. Сэмюэл Блэр в 1740 году описал такие реакции на свою проповедь: «Некоторые падали в обморок, другие рыдали, едва сдерживая себя, третьи плакали горько, многие тихо всхлипывали. ... Иногда душевные переживания немногих людей приводили к странным и необычным движениям тела». Умеренные евангелисты осторожно относились к этим проявлениям, не поощряя их, но и не препятствуя им, признавая, что люди могут выражать свои убеждения по-разному. 

### Преобразование
Стадия убеждения длилась долго, потому что люди ждали доказательств перемен в своей жизни. Приверженцы возрождения считали, что это не просто внешнее исповедание веры или следование христианским традициям. Они верили, что это сверхъестественная работа Святого Духа, которая дает человеку новое осознание красоты Христа, сильное желание любить Бога и твердую решимость следовать Его заповедям. Реальность возрождения познавалась через самоанализ, и хотя это происходило мгновенно, человек мог осознать произошедшее только постепенно. 
Возрождение всегда сопровождалось верой, покаянием и любовью к Богу. Эти аспекты опыта обращения обычно длились несколько дней или недель под руководством пастора. Истинное обращение начиналось, когда разум открывался новому осознанию и любви к евангельскому учению. После этого озарения новообращенные уверовали во Христа и полагались только на Него для спасения. В их сердцах укоренялась ненависть к греху и стремление его искоренить, что закладывало основу для жизни покаяния. Возрожденцы отличали истинное обращение, мотивированное любовью к Богу и ненавистью к греху, от ложного, вызванного страхом ада. 

### Утешение
Истинное обращение означало принадлежность к избранным. Однако даже верующие могли сомневаться в своем спасении. Возрожденцы считали, что уверенность в нем приходит с христианской зрелостью и духовным ростом. Новообращенным советовали искать уверенность через самоанализ. Трактат Джонатана Эдвардса «Религиозные чувства» был написан, чтобы помочь новым христианам проверить свои истинные духовные чувства. Среди них — бескорыстная любовь к Богу, вера в божественное вдохновение Евангелия и другие христианские добродетели.
Однако осмысление прошлого опыта было лишь первым шагом. Сторонники возрождения подчеркивали, что уверенность приходит через активное стремление к святости и благодати. Это требует борьбы с грехом и использования духовных средств. В «Религиозных чувствах» Эдвардса «христианская практика» стала ключевым аспектом, которому он уделил больше всего внимания. Достижение уверенности — это долгий процесс, требующий усилий и времени, который может занять месяцы или даже годы. 

## Социальные последствия

### Женщины
Пробуждение изменило жизнь женщин, хотя им редко позволяли проповедовать или руководить. Религиозный энтузиазм побуждал их анализировать свои чувства, делиться ими и писать о них. Женщины становились более независимыми, например, в выборе супруга. Этот самоанализ вдохновил многих вести дневники или мемуары. Автобиография Ханны Хитон, жены фермера из Норт-Хейвена, штат Коннектикут, (1721-1794) рассказывает о ее опыте Великого Пробуждения, встречах с дьяволом, духовном и интеллектуальном росте, а также повседневной жизни на ферме. 
Филлис Уитли стала первой чернокожей поэтессой, опубликованной в Америке. Она обратилась в христианство в детстве, после того как ее привезли в колонию. Ее религиозные убеждения ярко проявились в стихах. В произведении «О том, как ее привезли из Африки в Америку» Уитли описывает свое путешествие из языческой страны на путь христианства. Ее творчество оказало значительное влияние на религиозное возрождение, особенно на Джорджа Уайтфилда. После его смерти Уитли посвятила ему стихотворение, называя его «Беспристрастным Спасителем». Еще одной выдающейся фигурой того времени была Сара Осборн. Она работала школьной учительницей в Род-Айленде и оставила множество документов, отражающих духовные и культурные изменения эпохи. Среди них мемуары 1743 года, дневники, письма и анонимная работа «Природа, определенность и доказательства истинного христианства» (1753). 

### Афроамериканцы
Первое великое пробуждение изменило представления американцев о Боге, самих себе, мире и религии. В южных районах, баптисты и методисты проповедовали христианство как среди белых, так и среди чернокожих. Среди новообращенных были и рабы, и свободные люди. Белые американцы начали принимать темнокожих в свои церкви, уважая их религиозный опыт. Чернокожих приглашали к активным ролям в общинах: они становились увещевателями, дьяконами и даже проповедниками, хотя последние случаи были редкими. 
Многие порабощенные люди были привлечены идеей духовного равенства. Африканские религиозные традиции в Северной Америке постепенно исчезали, и чернокожие впервые массово приняли христианство. 
Лидеры евангелических церквей на юге США чаще сталкивались с проблемой рабства, чем их северные коллеги. Тем не менее многие проповедники утверждали, что рабовладельцы обязаны обучать рабов, чтобы те могли читать и изучать Библию. Так многие африканцы впервые получили возможность получить образование. 
Проповеди Джорджа Уайтфилда продвигали идею равенства, но она касалась только духовного аспекта для африканцев в колониях. Эти люди, как правило, оставались рабами. Уайтфилд открыто критиковал рабовладельцев за жестокое обращение с рабами и за то, что те не давали им образования. Однако он не стремился к отмене рабства. Напротив, он даже лоббировал его восстановление в Джорджии и сам стал рабовладельцем. Уайтфилд разделял убеждение многих евангелистов, что после обращения в веру рабы получат истинное равенство в загробной жизни. Несмотря на свою противоречивую позицию по вопросу рабства, он стал влиятельной фигурой среди многих африканцев. 
Сэмюэл Дэвис, пресвитерианский священник, стал четвертым президентом Принстонского университета. Он был известен тем, что проповедовал африканским рабам, которые массово обращались в христианство. Ему приписывают первый устойчивый прозелитизм среди рабов в Вирджинии. В 1757 году Дэвис написал письмо, в котором упомянул о религиозном рвении раба, встреченного им во время путешествия. «Я — бедный раб, привезенный в чужую страну, где никогда не надеялся обрести свободу. До этого я ничего не знал об Иисусе, о котором вы говорили. Я жил без забот о будущем, но теперь понимаю, что такая жизнь не может быть хорошей. Я пришел к вам, чтобы вы рассказали мне об Иисусе Христе и о моем долге перед Богом. Я решил больше не жить так, как жил раньше». 
Дэвис часто слышал энтузиазм чернокожих участников возрождений. Он верил, что афроамериканцы могут достичь уровня знаний, равного белому населению, при качественном образовании. Эвис подчеркивал, что рабовладельцы должны разрешить рабам учиться грамоте, чтобы те могли глубже понять библейские наставления. 
Эмоциональное поклонение, характерное для возрождений, нашло отклик у многих африканцев. Вскоре после обращения в веру из этих течений вышли африканские лидеры, которые проложили путь к созданию первых чернокожих общин и церквей в американских колониях. До Американской революции первые черные баптистские церкви появились на юге: в Вирджинии, Южной Каролине и Джорджии. В Питерсберге, Вирджиния, были основаны две такие церкви. 

## Научная интерпретация
Историк Джон Батлер отвергает концепцию «великого пробуждения», считая ее размытой и преувеличенной. Он призывает историков отказаться от этого термина, так как религиозные возрождения XVIII века были всего лишь региональными событиями, охватившими лишь половину американских колоний. Их влияние на американскую религию и общество было минимальным. Историки продолжают спорить о том, повлияло ли Пробуждение на Американскую революцию, разразившуюся вскоре после этого. Алан Хеймерт утверждает о значительном влиянии, но большинство исследователей сходятся во мнении, что его роль была незначительной.

## Историография
- McLoughlin, William G. "Essay Review: the American Revolution as a Religious Revival: 'The Millennium in One Country.Шаблон:'" New England Quarterly 1967 40(1): 99–110. JSTOR 363855
- Jonathan Edwards, (C. Goen, editor) The Great-Awakening: A Faithful Narrative Collected contemporary comments and letters; 1972, Yale University Press, ISBN 0-300-01437-6.
- Alan Heimert and Perry Miller ed.; The Great Awakening: Documents Illustrating the Crisis and Its Consequences 1967
- Davies, Samuel. Sermons on Important Subjects. Edited by Albert Barnes. 3 vols. 1845. reprint 1967
- Gillies, John. Memoirs of Rev. George Whitefield. New Haven, CN: Whitmore and Buckingham, and H. Mansfield, 1834.
- Jarratt, Devereux. The Life of the Reverend Devereux Jarratt. Religion in America, ed. Edwin S. Gaustad. New York, Arno, 1969.
- Whitefield, George. George Whitefield's Journals. — London : Banner of Truth Trust, 1960.
- Whitefield, George. Letters of George Whitefield. — Edinburgh : Banner of Truth Trust, 1976.

## Внешние ссылки
- План урока по теме «Первое великое пробуждение»
- Великое пробуждение приходит в Уэзерсфилд, Коннектикут: духовные путешествия Натана Коула
- «Я верю, что это потому, что я бедный индиец»: жизнь Сэмсома Оккома в качестве индийского священника
- «Дом Джозефа Беллами: Великое пробуждение в пуританской Новой Англии», план урока Службы национальных парков по преподаванию с использованием исторических мест (TwHP)
- Эдвардс, текст «Грешники в руках разгневанного Бога»